# 神戸市立湊川中学校
神戸市立湊川中学校（こうべしりつ みなとがわちゅうがっこう）は、兵庫県神戸市兵庫区にある公立中学校。

## 概要
一般的な略称は、昔は「湊中」（みなちゅう）だったが、旧神戸市立湊中学校（2011年統廃合、現 神戸市立湊翔楠中学校）と紛らわしいということになり、現在では「川中」（がわちゅう）が主流。
講堂や廊下などは、ほぼ全て木製である。
学校の下には昔、戦時中に使用されていた防空壕が現在でもその跡が残っている。

## 校訓
- 自主　自律

## 日常実践項目
- 時を守り　場を清め　礼を正す

## 沿革

### 大開中学校時代
- 1961年4月1日 - 神戸市立兵庫中学校より校区を分離し、神戸市立大開中学校開設
- 1961年8月31日 - 校旗入魂式
- 1961年9月1日 - 校歌制定
- 1961年9月2日 - 開校記念式および新校舎落成式挙行
- 1962年8月19日 - 同窓会創立総会
- 1963年5月1日 - 「学校だより」創刊号発行
- 1966年5月19日 - 愛護教育連盟の研究指定校となる
- 1967年10月22日 - NHK全国音楽コンクール合奏部門で最優秀賞受賞

### 現中学校時代
- 1969年4月1日 - 校名校区変更、校名を神戸市立湊川中学校とする
- 1969年4月3日 - 校舎移転完了（神戸市立楠高等学校に併設）
- 1970年4月28日 - 校旗入魂式
- 1970年10月5日 - 全校舎の電気設備大改良工事完了
- 1970年12月25日 - 校舎南及び西側に通学歩道工事完了
- 1971年11月28日 - 創立10周年記念式、校歌制定（作詞:竹中郁、作曲:小阪恵一。ニ長調[1]）
- 1972年3月2日 - プール改修工事完了
- 1974年8月7日 - 校舎西側フェンス工事完了
- 1975年5月1日 - 体育館改装工事･北側通用門工事完了
- 1976年3月31日 - 騒音公害対策工事完了･本館除湿機設置
- 1977年5月23日 - 県中学校理科研究大会
- 1978年7月23日 - 女子テニス部-市総体団体優勝･県総体団体2位･個人優勝･全日本ジュニア団体2位
- 1979年4月1日 - 日常実践項目制定･指定カバン制定
- 1980年7月25日 - 女子テニス部-市総体1位･2位、団体2位･県総体･近畿総体とも団体2位･全国大会団体3位
- 1980年9月2日 - 創立20周年記念式典
- 1981年8月5日 - プール循環ポンプ改修及び周囲金網取替え
- 1984年6月26日 - 運動場改修
- 1985年8月13日 - 西側廊下1、2階床改修
- 1987年8月20日 - 本館職員室床改修
- 1988年4月 - 卓球部-市民体育大会優勝
- 1988年7月 - 卓球部-市民総合体育大会準優勝
- 1988年10月1日 - 西館技術室改修

## 部活動

### 運動部
- 野球部
- 陸上競技部
- 水泳部
- 男子バスケットボール部
- 男子卓球部
- 女子ソフトテニス部
- 女子バレーボール部

### 文化部
- 吹奏楽部
- 放送部
- 生活総合部

## 高校との併設
夜間定時制高校である神戸市立楠高等学校と校舎を共有している。
しかし、近年では神戸市が湊川中学校の定時制併置を早期に解消させたいと何度も再掲しているが、目処は立っていない。

## 校区
- 神戸市立会下山小学校の校区[2]

## 制服
- 男子　
  - 冬服は標準的な学生服上下である。
  - 夏服はカッターシャツ、スラックスである。
- 女子　
  - 冬服はブレザー、ベスト、ブラウス、吊りスカートである。
  - 夏服はブラウス、吊りスカートである。

## 通学区域が隣接している学校
- 神戸市立兵庫中学校
- 神戸市立湊翔楠中学校
- 神戸市立夢野中学校
- 神戸市立丸山中学校